# Marek Balawajder
Marek Balawajder (ur. 21 lipca 1973 w Sanoku) – polski dziennikarz radiowy.

## Życiorys
W 1992 ukończył naukę w II Liceum Ogólnokształcącym im. Marii Skłodowskiej-Curie w Sanoku. Został absolwentem studiów na Wydziale Politologii i Nauk Społecznych Uniwersytetu Jagiellońskiego.
Pracę zaczynał w „Echu Krakowa”, „Życiu”. W roku 1997 związał się z radiem RMF FM. W tym też roku przeprowadził swój wywiad radiowy jako pierwszy dla polskich mediów z płk. Ryszardem Kuklińskim. Zaczynał jako reporter RMF Kraków, później został reporterem ogólnopolskim. Po kilku latach został dyrektorem RMF Kraków. W latach 2000–2001 pracował jako dyrektor oddziałów lokalnych radia RMF FM. Wraz z Romanem Osicą stworzył dział śledczy w RMF FM. Ujawnił kilkanaście afer między innymi; paliwowe, samochodowe, czy policyjne. Od grudnia 2011 był zastępcą Dyrektora Informacji RMF FM. 1 września 2012 został Dyrektorem Informacji radia RMF FM. W lutym 2024 rozstał się z RMF FM. Miało to związek z zakończonym postępowaniem w dziale informacji, które wykazało „naruszenie kodeksu postępowania firmy”.
Był jednym z dziesięciu dziennikarzy, inwigilowanych w latach 2005–2007. Policja przyznała, że prowadziła działania wobec dziennikarzy. W przypadku podsłuchiwania Marka Balawajdera, w piśmie z 18 czerwca 2009 czyta, że chodziło o dobro operacji biura spraw wewnętrznych KG Policji, które w Krakowie tropiło powiązania policjantów z właścicielami firm holujących samochody. Balawajder miał na ten temat materiał, który chciał ujawnić w Radiu RMF FM, policja była temu przeciwna. Pismo nie wyjaśnia, dlaczego zarządzono kontrolę jego telefonu, ale potwierdza ten fakt.
Jako wykładowca akademicki prowadził zajęcia na Uniwersytecie Jagiellońskim i Krakowskiej Akademii w Krakowie. Bierze czynny udział w akcjach charytatywnych. Członek kapituły Złotej Gruszki, oraz członek kapituły Nagrody Radia ZET im. Andrzeja Woyciechowskiego.

## Życie prywatne
Żoną Marka Balawajdera jest Magdalena Agnieszka Balawajder, policjantka w stanie spoczynku, która od 10 listopada 2021 r. pełni funkcję członka rady nadzorczej Rosomak SA, należącej do skarbu państwa oraz pracuje w zależnej od PKN Orlen spółce ORLEN Unipetrol jako dyrektor ds. sponsoringu.

## Książki
- Janusz Kaczmarek: Cena władzy: z Januszem Kaczmarkiem rozmawiają Marek Balwajder i Roman Osica (współautor), Prószyński i S-ka, Warszawa 2008, ISBN 978-83-7469-676-0.
- Jacek Karnowski: Polowanie na prezydenta: z Jackiem Karnowskim prezydentem Sopotu rozmawiają Marek Balawajder i Roman Osica (współautor), Rosner & Wspólnicy, Warszawa 2009, ISBN 978-83-60336-33-5.

## Nagrody
- Grand Press w kategorii News 2021 (nominacja)[14]
- Złota Gruszka 2018 (laureat)[15]
- Grand Press w kategorii News 2017 dla Redakcji Faktów RMF (laureat)[16]
- Grand Press w kategorii News 2017 – Redakcja Faktów RMF (nominacja)[17]
- Grand Press w kategorii News 2017 – dziennikarz (nominacja)[17]
- Grand Press w kategorii News 2016 (nominacja)[18]
- Grand Press w kategorii News 2015 (nominacja)[19]
- Grand Press w kategorii News 2013 (nominacja)[20]
- Najlepszy Dziennikarz Małopolski w kategorii NEWS 2010 (laureat)[21]
- Najlepszy News Radio 2008 (laureat)[potrzebny przypis]
- Allianz Krakowskie Nagrody Allianz 2007 – Kultura, Nauka, Media – osobowość radiowa 2007 (laureat)[potrzebny przypis]
- Najlepszy Dziennikarz Radiowy 2004 (laureat)[potrzebny przypis]
- Najlepszy Dziennikarz Radiowy 2003 (laureat)[potrzebny przypis]